# Emmanuel Shaw
Emmanuel II Shaw (vermoedelijk 29 juli 1946) is de voormalig minister van Financiën van Liberia en vertrouweling van de voormalig President van Liberia Charles Taylor. Hij is tevens directeur van het bedrijf Lonestar Airways dat betrokken zou zijn bij schendingen van het VN wapenembargo uit 2003 tegen Liberia. Shaw staat genoemd op lijsten van de VN en de EU als een van de personen wier vermogen en tegoeden bevroren moeten worden onder andere in verband met de schending van het wapenembargo.